# Karima Adebibe
Karima Adebibe (ur. 14 lutego 1985 w Londynie) – angielska modelka.
Jest w połowie Marokanką (ojciec), po części Irlandką (matka) oraz Greczynką. Do siódmego roku życia mieszkała w Maroku, po czym wraz z rodzicami ponownie przeprowadziła się do Londynu. W 2004 roku wystąpiła w filmie pt. Obcy kontra Predator (AVP: Alien Vs. Predator), a w 2007 w jego kontynuacji.
W lutym 2006 została wybrana spośród tysiąca modelek w drodze wieloetapowego castingu zorganizowanego przez firmę Eidos na oficjalną przedstawicielkę Lary Croft. Karima jest siódmą z kolei modelką wcielającą się w postać tej wirtualnej bohaterki. Jej poprzedniczkami były: Lucy Clarkson, Rhona Mitra, Nell McAndrew, Jill de Jong, Lara Weller i Angelina Jolie w filmowych adaptacjach Tomb Raidera.
W dniach 2–3 czerwca 2006 roku Karima gościła w Polsce, promując siódmą z kolei odsłonę przygód Lary Croft wydanej na komputery PC oraz konsole.